# Vlnovník révový
Vlnovník révový (Colomerus vitis) je roztoč poškozující listy révy vinné sáním. Při sání na listech vytváří na svrchní straně čepele listů deformace a na spodní části plstnaté útvary. Druh je řazen do čeledě vlnovníkovití (Eriophyidae), řádu sametkovci.

## EPPO kód
ERPHVI

## Synonyma patogena
Podle EPPO je pro patogena s označením Colomerus vitis používáno více rozdílných názvů, například Eriophyes vitis nebo Phytoptus vitis.

## Zeměpisné rozšíření
Téměř všude tam, kde jsou vinné hrozny pěstovány.

### Výskyt v Česku
Druh se vyskytuje běžně v ČR.

## Popis
Nažloutle až růžově zbarvený roztoč velký asi 0,16 mm, s válcovitým až kapkovitým tělem se štětinami a dvěma páry noh. Vajíčka jsou kulatá, bělavá a lesklá.

## Hostitel
- réva vinná (Vitis vinifera)
- druhy rodu tomel (Diospyros)
- tomel japonský, kaki (Diospyros kaki)
- tomel viržinský (Diospyros virginiana)

## Příznaky
- plsťovité, bělavé, hnědnoucí útvary na spodní straně listů
- odumírání pupenů
- deformace pupenů
- stopy sání
- deformace listů
- neobvyklý opad listů

## Význam
Význam závisí na intenzitě napadení. Při malém výskytu je bezvýznamný, při významném napadení výrazně snižuje sklizeň a poškozuje rostliny. Obecně má obecně značný ekonomický dopad na vinařství a to zejména v Evropě, Rusku, Jižní Africe a Austrálii, kde způsobuje ztráty na výnosu 56%, nicméně je považován za méně významného patogena vinné révy.
Způsobuje různé formy poškození révy, včetně hroznů. Na listů vyvolává deformace, poškození listů má hospodářský význam jen ve školkách, protože to může zpomalit růst rostlin. V důsledku sání na pupenech dochází k deformacím a krnění, a dokonce i úplnému zaschnutí pupenů, včetně květních. V případě vážného napadení listů může být růst rostlin zpomalen a ovlivněn i výnos.

## Biologie
Má několik generací během roku. Přezimuje v pupenech. Na jaře sají na mladých listech, především na spodní straně listů. Při sání roztoče rostliny vytváří jednobuněčný plsťovitý porost „erineum“.

## Ochrana rostlin
Jsou používány jarní preventivní postřiky. Je doporučován dravý roztoč jako efektivní pomoc při výskytu, druhy Typhlodromus doreenae, Amblyseius victoriensis, Phytoseius fotheringhamiae a Typhlodromus dossei. Biopreparáty efektivně potlačují rozšíření roztoče po celé vegetační období.
Významným přirozeným nepřítelem je predátor Galendromus occidentalis. Z chemických přípravků jsou používány Omite 570 EW, SANMITE 20 WP, Mágus 200 SC.

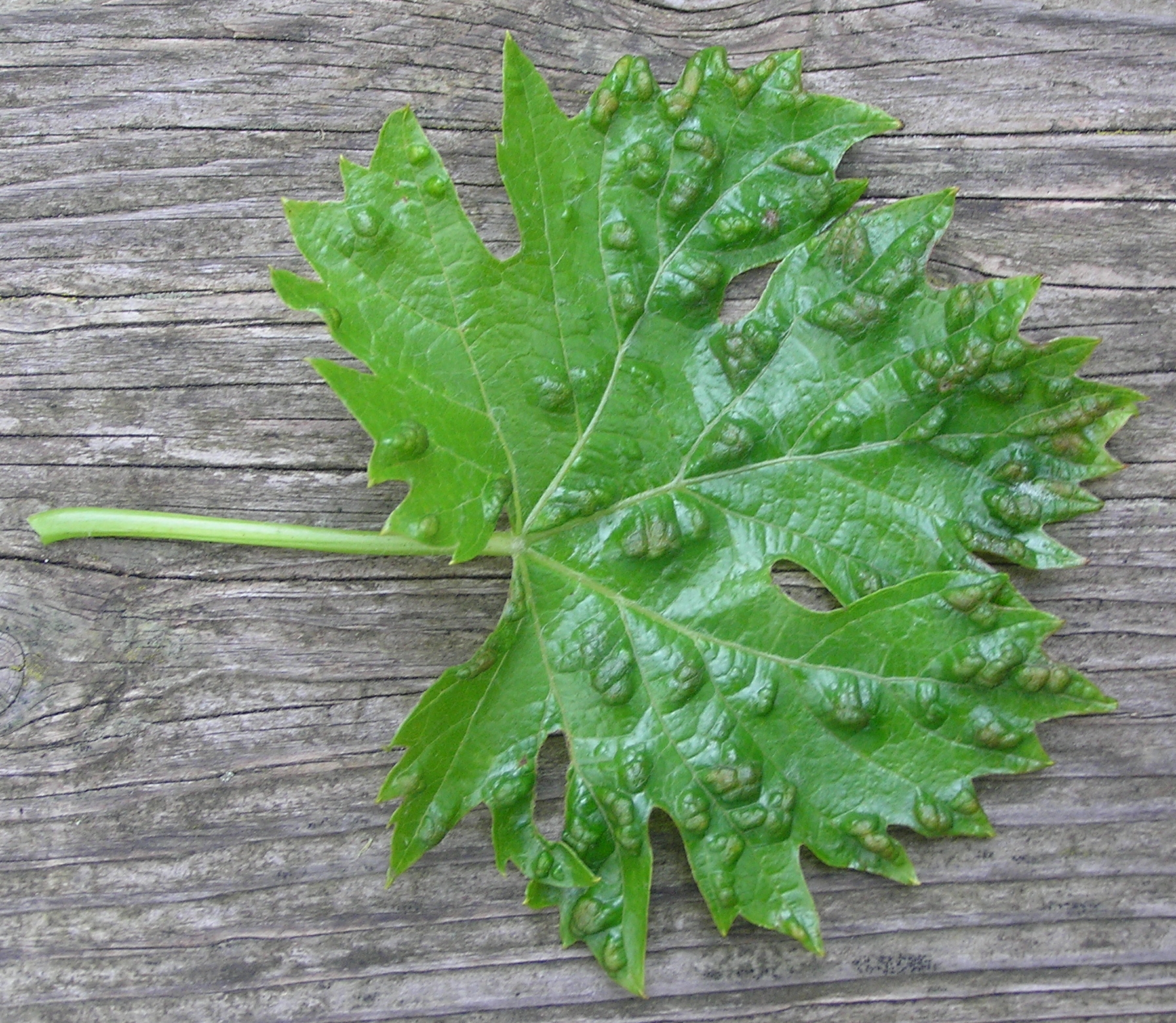
Horní strana listu s deformacemi
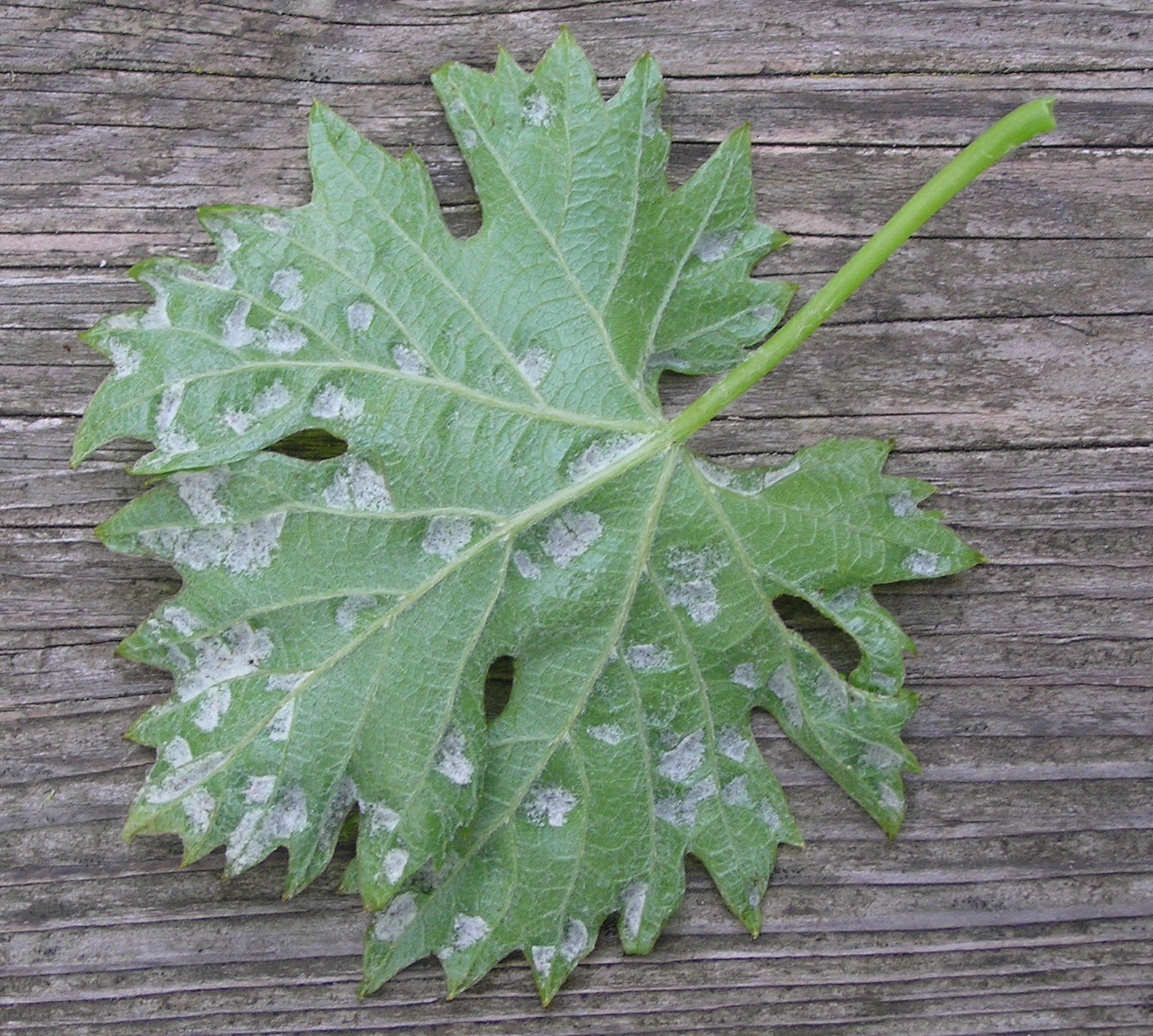
Spodní strana listu s plsťovitými výrůstky